# Бриджес, Томми
Томас Джефферсон Дэвис Бриджес (англ. Thomas Jefferson Davis Bridges, 28 декабря 1906, Гордонсвилл, Теннесси — 19 апреля 1968, Нашвилл, там же) — американский бейсболист, питчер. Выступал в Главной лиге бейсбола с 1930 по 1946 год. Всю свою карьеру провёл в клубе «Детройт Тайгерс». Победитель Мировой серии 1935 и 1945 годов. Шестикратный участник Матча всех звёзд лиги.

## Биография
Томас Бриджес родился 28 декабря 1906 года в Гордонсвилле в штате Теннесси. После окончания школы он поступил в университет Теннесси, чтобы продолжить семейную династию врачей, но спустя два года перевёлся в бизнес-школу. В течение четырёх лет учёбы Бриджес играл за студенческую бейсбольную команду «Теннесси Волантирс». В 1929 году он подписал профессиональный контракт с клубом «Детройт Тайгерс».
В сезоне 1930 года, выступая за фарм-команду «Эвансвилл Хабс», Бриджес сделал 189 страйкаутов в 140 иннингах, после чего был переведён в основной состав «Детройта». В Главной лиге бейсбола он дебютировал 13 августа, выйдя на замену в выездном матче против «Нью-Йорк Янкис». В течение первых лет карьеры Бриджес испытывал серьёзные проблемы с контролем кервбола, который был его основной подачей. В сезоне 1931 года он допустил 108 уоков в 173 иннингах, в 1932 году — 119 уоков в 201 иннинге. В сезоне 1933 года по совету тренера «Детройта» Баки Харриса он начал чаще использовать фастбол, после чего проблема стала менее заметна.
В 1935 году во шестом матче Мировой серии против «Чикаго Кабс» Бриджес провёл одну из лучших игр в своей карьере, при счёте 3:3 в девятом иннинге, занятой третьей базе и нуле аутов выведя из игры трёх отбивающих соперника. «Детройт» одержал победу со счётом 4:3 и выиграл Мировую серию впервые в своей истории.
С 1934 по 1937 год Бриджес был одним из ведущих питчеров стартовой ротации «Детройта», проводя более 30 матчей и 200 иннингов за сезон. Затем его игровое время снизилось из-за различных проблем со здоровьем. В сезонах 1942 и 1943 годов он выходил на поле раз в неделю, закончив их с рекордными для себя показателями ERA. В ноябре 1943 года его призвали на военную службу. Почти два года Бриджес провёл на военной базе Форт-Шеридан в Миссури, играя за армейскую команду.
В конце августа 1945 года его демобилизовали и через несколько дней Бриджес вернулся в состав «Детройта». До конца регулярного чемпионата он успел сыграть в четырёх матчах, а затем провёл два иннинга в Мировой серии, которую «Тайгерс» выиграли у «Кабс» со счётом 4:3. В 1946 году он подписал с командой контракт тренера, но за два месяца до начала чемпионата попросил перевести его обратно в состав. Бриджесу не хватало семи побед, чтобы достичь отметки в двести выигранных матчей за карьеру. Добиться этого ему не удалось. За сезон он сыграл только девять матчей, выиграв один из них. В середине сентября его отчислили. 
В 1947 году Бриджес подписал контракт с командой Лиги Тихоокеанского побережья «Портленд Биверс». Двадцатого апреля он сыграл первый в карьере ноу-хиттер. Главный тренер команды Джим Тернер считал, что он сможет вернуться в Главную лигу бейсбола, но из-за травм Бриджес смог сыграть только тринадцать матчей. В составе «Портленда» он отыграл ещё два сезона. В 1950 году недолго поиграл за «Сан-Франциско Силс» и «Сиэтл Рейнирс», после чего завершил карьеру.
Закончив играть, Бриджес вернулся в Детройт. Он испытывал серьёзные проблемы с алкоголем, из-за которых распался его первый брак. Справившись с ними он вернулся в «Тайгерс», где с 1958 по 1960 год работал тренером питчеров фарм-клуба и скаутом, с 1963 года он был скаутом клуба «Нью-Йорк Метс». В межсезонья Бриджес занимался продажей автомобильных шин в Детройте и Лейкленде. 
В 1967 году ему диагностировали рак печени. Бриджес умер 19 апреля 1968 года в Нашвилле.